# Marco Albarello
Marco Albarello (ur. 31 maja 1960 w Aoście) – włoski biegacz narciarski, pięciokrotny medalista olimpijski i czterokrotny medalista mistrzostw świata.

## Kariera
Jego olimpijskim debiutem były igrzyska w Calgary, gdzie jego najlepszym wynikiem było 8. miejsce w biegu na 30 km techniką klasyczną. Na igrzyskach olimpijskich w Albertville odniósł swe pierwsze olimpijskie sukcesy. W biegu na 10 km techniką klasyczną zdobył srebrny medal ustępując jedynie Vegardowi Ulvangowi z Norwegii. Ponadto wraz z Giuseppe Puliè, Giorgio Vanzettą i Silvio Faunerem zdobył drugi srebrny medal w sztafecie 4 × 10 km. Bardzo dobrze wypadł także na igrzyskach olimpijskich w Lillehammer, gdzie zdobył brązowy medal na dystansie 10 km stylem klasycznym, a sztafeta włoska z Albarello w składzie na finiszu wyprzedziła faworyzowanych gospodarzy i zdobyła złoty medal. Marco wystąpił także na igrzyskach w Nagano, gdzie wspólnie z Fulvio Valbusą, Fabio Majem i Silvio Faunerem zdobył srebrny medal w sztafecie. Jego najlepszym indywidualnym wynikiem było 7. miejsce w biegu na 30 km techniką klasyczną.
W 1985 r. zadebiutował na mistrzostwach świata biorąc udział w mistrzostwach w Seefeld. Zajął tam 17. miejsce w biegu na 15 km techniką klasyczną, a wraz z Vanzettą, Maurilio De Zoltem i Giuseppe Plonerem zdobył srebrny medal w sztafecie. Mistrzostwa świata w Oberstdorfie były najbardziej udanymi w jego karierze, zdobył tam bowiem złoty medal na dystansie 15 km. Na mistrzostwach świata w Lahti w 1989 r. spisał się trochę słabiej zajmując w swoim najlepszym występie 7. miejsce w biegu na 30 km. Mistrzostwa świata w Val di Fiemme były kolejną imprezą, z której nie przywiózł medalu. W sztafecie Włosi zajęli czwarte miejsce, a Albarello indywidualnie nie uplasował się w czołowej dziesiątce. Podczas mistrzostw świata w Falun zdobył kolejny medal w sztafecie, tym razem srebrny. Indywidualnie był blisko kolejnego medalu, ale ostatecznie zajął 4. miejsce w biegu na 30 km. Swój ostatni medal zdobył na mistrzostwach świata w Thunder Bay, gdzie razem z Valbusą, Majem i Faunerem wywalczył brązowy medal w sztafecie. Wystartował także w biegu na 10 km techniką klasyczną podczas mistrzostw świata w Trondheim, ale zajął dopiero 25. miejsce.
Najlepsze wyniki w Pucharze Świata osiągnął w sezonach sezonie 1992/1993, kiedy to zajął 5. miejsce w klasyfikacji generalnej. Łącznie 6 razy stawał na podium zawodów Pucharu Świata, w tym dwa razy zwyciężał.
23 października 2000 r. został odznaczony Orderem Zasługi Republiki Włoskiej III klasy.

## Osiągnięcia

### Igrzyska olimpijskie
| Miejsce | Dzień     | Rok  | Miejscowość | Konkurencja             | Czas biegu | Strata  | Zwycięzca           |
| ------- | --------- | ---- | ----------- | ----------------------- | ---------- | ------- | ------------------- |
| 8.      | 15 lutego | 1988 | Calgary     | 30 km stylem klasycznym | 1:24:26,3  | +1:42,8 | Aleksiej Prokurorow |
| 9.      | 19 lutego | 1988 | Calgary     | 15 km stylem klasycznym | 41:18,9    | +1:29,7 | Michaił Dewiatarow  |
| 4.      | 10 lutego | 1992 | Albertville | 30 km stylem klasycznym | 1:22:27,8  | +1:27,9 | Vegard Ulvang       |
| 2.      | 13 lutego | 1992 | Albertville | 10 km stylem klasycznym | 27:36,0    | +19,2   | Vegard Ulvang       |
| 4.      | 15 lutego | 1992 | Albertville | 10+15 km pościgowy      | 1:05:37,9  | +55,4   | Bjørn Dæhlie        |
| 2.      | 18 lutego | 1992 | Albertville | Sztafeta 4 × 10 km      | 1:39:26,0  | +1:26,7 | Norwegia            |
| 3.      | 17 lutego | 1994 | Lillehammer | 10 km stylem klasycznym | 24:20,1    | +22,2   | Bjørn Dæhlie        |
| 10.     | 19 lutego | 1994 | Lillehammer | 10+15 km pościgowy      | 1:00:08,8  | +2:25,3 | Bjørn Dæhlie        |
| 1.      | 22 lutego | 1994 | Lillehammer | Sztafeta 4 × 10 km      | 1:41:15,0  | -       | -                   |
| 7.      | 9 lutego  | 1998 | Nagano      | 30 km stylem klasycznym | 1:33:55,8  | +4:11,3 | Mika Myllylä        |
| 26.     | 12 lutego | 1998 | Nagano      | 10 km stylem klasycznym | 27:24,5    | +1:45,6 | Bjørn Dæhlie        |
| 2.      | 17 lutego | 1998 | Nagano      | Sztafeta 4 × 10 km      | 1:40:55,7  | +0,2    | Norwegia            |

### Mistrzostwa świata
| Miejsce | Dzień       | Rok  | Miejscowość   | Konkurencja             | Czas biegu | Strata  | Zwycięzca                     |
| ------- | ----------- | ---- | ------------- | ----------------------- | ---------- | ------- | ----------------------------- |
| 17.     | 22 stycznia | 1985 | Seefeld       | 15 km stylem klasycznym | 40:42,7    | +2:16,6 | Kari Härkönen                 |
| 2.      | 24 stycznia | 1985 | Seefeld       | Sztafeta 4 × 10 km      | 1:52:21,0  | +6,5    | Norwegia                      |
| 14.     | 12 lutego   | 1987 | Oberstdorf    | 30 km stylem klasycznym | 1:24:30,1  | +6:46,9 | Thomas Wassberg               |
| 1.      | 15 lutego   | 1987 | Oberstdorf    | 15 km stylem klasycznym | 43:01,8    | -       | -                             |
| 5.      | 15 lutego   | 1987 | Oberstdorf    | Sztafeta 4 × 10 km      | 1:38:04,6  | +26,3   | Szwecja                       |
| 7.      | 18 lutego   | 1989 | Lahti         | 30 km stylem klasycznym | 1:24:56,9  | +1:28,7 | Władimir Smirnow              |
| 17.     | 22 lutego   | 1989 | Lahti         | 15 km stylem klasycznym | 42:40,7    | +2:02,2 | Harri Kirvesniemi             |
| 7.      | 24 lutego   | 1989 | Lahti         | Sztafeta 4 × 10 km      | 1:40:12,3  | +2:19,1 | Szwecja                       |
| 12.     | 7 lutego    | 1991 | Val di Fiemme | 30 km stylem klasycznym | 1:16:12,4  | ?       | Gunde Svan                    |
| 4.      | 15 lutego   | 1991 | Val di Fiemme | Sztafeta 4 × 10 km      | 1:39:47,3  | +2:38,9 | Norwegia                      |
| 4.      | 20 lutego   | 1993 | Falun         | 30 km stylem klasycznym | 1:17:33,6  | +47,8   | Bjørn Dæhlie                  |
| 9.      | 22 lutego   | 1993 | Falun         | 10 km stylem klasycznym | 24:51,6    | +40,2   | Sture Sivertsen               |
| 8.      | 24 lutego   | 1993 | Falun         | 10+15 km pościgowy      | 1:01:45,0  | +1:49,6 | Bjørn Dæhlie Władimir Smirnow |
| 2.      | 26 lutego   | 1993 | Falun         | Sztafeta 4 × 10 km      | 1:44:14,9  | +9,6    | Norwegia                      |
| 23.     | 9 marca     | 1995 | Thunder Bay   | 30 km stylem klasycznym | 1:15:52,3  | +6:27,7 | Władimir Smirnow              |
| 19.     | 11 marca    | 1995 | Thunder Bay   | 10 km stylem klasycznym | 24:52,3    | +1:30,9 | Władimir Smirnow              |
| 3.      | 17 marca    | 1995 | Thunder Bay   | Sztafeta 4 × 10 km      | 1:34:27,1  | +2:01,3 | Norwegia                      |
| 11.     | 24 lutego   | 1997 | Trondheim     | 10 km stylem klasycznym | 23:41,8    | +1:47,4 | Bjørn Dæhlie                  |
| DNF     | 24 lutego   | 1997 | Trondheim     | 10+15 km pościgowy      | 1:00:11,1  | -       | Bjørn Dæhlie                  |
| DNF     | 2 marca     | 1997 | Trondheim     | 10 km stylem klasycznym | 2:16:37,5  | -       | Mika Myllylä                  |

### Puchar Świata

#### Miejsca w klasyfikacji generalnej
- sezon 1983/1984: 54.
- sezon 1984/1985: 49.
- sezon 1985/1986: 33.
- sezon 1986/1987: 21.
- sezon 1987/1988: 26.
- sezon 1988/1989: 31.
- sezon 1989/1990: 60.
- sezon 1990/1991: 9.
- sezon 1991/1992: 10.
- sezon 1992/1993: 5.
- sezon 1993/1994: 14.
- sezon 1994/1995: 20.
- sezon 1995/1996: 37.
- sezon 1996/1997: 35.
- sezon 1997/1998: 35.

#### Zwycięstwa w zawodach
| Nr | Dzień      | Rok  | Miejscowość | Konkurencja             | Czas biegu  |
| -- | ---------- | ---- | ----------- | ----------------------- | ----------- |
| 1. | 15 lutego  | 1987 | Oberstdorf  | 15 km stylem klasycznym | 43:01.8 min |
| 2. | 9 stycznia | 1993 | Ulrichen    | 15 km stylem klasycznym | 39:34.5 min |

#### Miejsca na podium
| Nr | Dzień      | Rok  | Miejscowość   | Konkurencja             | Czas biegu  | Pozycja | Strata  | Zwycięzca        |
| -- | ---------- | ---- | ------------- | ----------------------- | ----------- | ------- | ------- | ---------------- |
| 1. | 15 lutego  | 1987 | Oberstdorf    | 15 km stylem klasycznym | 43:01.8 min | 1       | -       | -                |
| 2. | 15 grudnia | 1990 | Davos         | 15 km stylem klasycznym | ?           | 2       | ?       | Władimir Smirnow |
| 3. | 13 lutego  | 1992 | Albertville   | 10 km stylem klasycznym | 27:36.0 min | 2       | +19.2 s | Vegard Ulvang    |
| 4. | 9 stycznia | 1993 | Ulrichen      | 15 km stylem klasycznym | 39:34.5 min | 1       | -       | -                |
| 5. | 19 marca   | 1993 | Štrbské Pleso | 15 km stylem klasycznym | 41:35.0 min | 2       | +18.5 s | Bjørn Dæhlie     |
| 6. | 17 lutego  | 1994 | Lillehammer   | 10 km stylem klasycznym | 24:20.1 min | 3       | +22.2 s | Bjørn Dæhlie     |